# Liste der IATA-Codes/N
Diese Teilliste führt alle IATA-Flughafencodes auf, die mit „N“ beginnen, und enthält Informationen zu den bezeichneten Verkehrsknotenpunkten.
A AA AB AC AD AE AF AG AH AI AJ AK AL AM AN AO AP AQ AR AS AT AU AV AW AX AY AZ
B BA BB BC BD BE BF BG BH BI BJ BK BL BM BN BO BP BQ BR BS BT BU BV BW BX BY BZ
C CA CB CC CD CE CF CG CH CI CJ CK CL CM CN CO CP CQ CR CS CT CU CV CW CX CY CZ
D DA DB DC DD DE DF DG DH DI DJ DK DL DM DN DO DP DQ DR DS DT DU DV DW DX DY DZ
E EA EB EC ED EE EF EG EH EI EJ EK EL EM EN EO EP EQ ER ES ET EU EV EW EX EY EZ
F FA FB FC FD FE FF FG FH FI FJ FK FL FM FN FO FP FQ FR FS FT FU FV FW FX FY FZ
G GA GB GC GD GE GF GG GH GI GJ GK GL GM GN GO GP GQ GR GS GT GU GV GW GX GY GZ
H HA HB HC HD HE HF HG HH HI HJ HK HL HM HN HO HP HQ HR HS HT HU HV HW HX HY HZ
I IA IB IC ID IE IF IG IH II IJ IK IL IM IN IO IP IQ IR IS IT IU IV IW IX IY IZ
J JA JB JC JD JE JF JG JH JI JJ JK JL JM JN JO JP JQ JR JS JT JU JV JW JX JY JZ
K KA KB KC KD KE KF KG KH KI KJ KK KL KM KN KO KP KQ KR KS KT KU KV KW KX KY KZ
L LA LB LC LD LE LF LG LH LI LJ LK LL LM LN LO LP LQ LR LS LT LU LV LW LX LY LZ
M MA MB MC MD ME MF MG MH MI MJ MK ML MM MN MO MP MQ MR MS MT MU MV MW MX MY MZ
N NA NB NC ND NE NF NG NH NI NJ NK NL NM NN NO NP NQ NR NS NT NU NV NW NX NY NZ
O OA OB OC OD OE OF OG OH OI OJ OK OL OM ON OO OP OQ OR OS OT OU OV OW OX OY OZ
P PA PB PC PD PE PF PG PH PI PJ PK PL PM PN PO PP PQ PR PS PT PU PV PW PX PY PZ
Q QA QB QC QD QE QF QG QH QI QJ QK QL QM QN QO QP QQ QR QS QT QU QV QW QX QY QZ
R RA RB RC RD RE RF RG RH RI RJ RK RL RM RN RO RP RQ RR RS RT RU RV RW RX RY RZ
S SA SB SC SD SE SF SG SH SI SJ SK SL SM SN SO SP SQ SR SS ST SU SV SW SX SY SZ
T TA TB TC TD TE TF TG TH TI TJ TK TL TM TN TO TP TQ TR TS TT TU TV TW TX TY TZ
U UA UB UC UD UE UF UG UH UI UJ UK UL UM UN UO UP UQ UR US UT UU UV UW UX UY UZ
V VA VB VC VD VE VF VG VH VI VJ VK VL VM VN VO VP VQ VR VS VT VU VV VW VX VY VZ
W WA WB WC WD WE WF WG WH WI WJ WK WL WM WN WO WP WQ WR WS WT WU WV WW WX WY WZ
X XA XB XC XD XE XF XG XH XI XJ XK XL XM XN XO XP XQ XR XS XT XU XV XW XX XY XZ
Y YA YB YC YD YE YF YG YH YI YJ YK YL YM YN YO YP YQ YR YS YT YU YV YW YX YY YZ
Z ZA ZB ZC ZD ZE ZF ZG ZH ZI ZJ ZK ZL ZM ZN ZO ZP ZQ ZR ZS ZT ZU ZV ZW ZX ZY ZZ

## NA
| IATA | ICAO | Flughafen                             | Ort               | Region                       | Land                   |
| ---- | ---- | ------------------------------------- | ----------------- | ---------------------------- | ---------------------- |
| NAA  |      |                                       | Narrabri          | New South Wales              | Australien             |
| NAB  |      | Albany Naval Air Station              | Albany            | Georgia                      | USA                    |
| NAC  |      |                                       | Naracoorte        | South Australia              | Australien             |
| NAD  |      |                                       | Macanal           | Boyacá                       | Kolumbien              |
| NAE  | DBBN | Flugplatz Natitingou                  | Natitingou        | Atakora                      | Benin                  |
| NAF  |      | Flughafen Banaina                     | Banaina           | Kalimantan Utara             | Indonesien             |
| NAG  | VANP | Flughafen Nagpur                      | Nagpur            | Maharashtra                  | Indien                 |
| NAH  | WAMH | Bandar Udara Naha                     | Tahuna            | Sulawesi Utara               | Indonesien             |
| NAI  | SYAN | Flugplatz Annai                       | Annai             | Upper Takutu-Upper Essequibo | Guyana                 |
| NAJ  | UBBN | Flughafen Naxçıvan                    | Naxçıvan          | Nachitschewan                | Aserbaidschan          |
| NAK  | VTUQ | Flughafen Nakhon Ratchasima           | Nakhon Ratchasima |                              | Thailand               |
| NAL  |      |                                       | Naltschik         | Kabardino-Balkaria           | Russland               |
| NAM  |      |                                       | Namlea            | Maluku                       | Indonesien             |
| NAN  | NFFN | Flughafen Nadi                        | Nadi              | Western                      | Fidschi                |
| NAO  |      |                                       | Nanchong          | Sichuan                      | China                  |
| NAP  | LIRN | Flughafen Neapel-Capodichino          | Neapel            | Kampanien                    | Italien                |
| NAQ  | BGQQ | Flughafen Qaanaaq                     | Qaanaaq           | Avannaata                    | Grönland               |
| NAR  |      |                                       | Puerto Nare       | Antioquia                    | Kolumbien              |
| NAS  | MYNN | Flughafen Nassau Lynden Pindling      | Nassau            | New Providence               | Bahamas                |
| NAT  | SBSG | Flughafen Natal                       | Natal             | Rio Grande do Norte          | Brasilien              |
| NAU  |      |                                       | Napuka            |                              | Französisch-Polynesien |
| NAV  | LTAZ | Flughafen Nevşehir Kapadokya          | Nevşehir          | Kappadokien                  | Türkei                 |
| NAW  | VTSC | Flughafen Narathiwat                  | Narathiwat        | Narathiwat                   | Thailand               |
| NAX  |      | Ewa (Barbers Point Naval Air Station) | Kapolei           | Hawaii                       | USA                    |
| NAY  | ZBNY | Flughafen Peking-Nanyuan              | Peking            |                              | Volksrepublik China    |

## NB
| IATA | ICAO | Flughafen                                   | Ort                    | Region               | Land                |
| ---- | ---- | ------------------------------------------- | ---------------------- | -------------------- | ------------------- |
| NBB  |      | Flughafen Barranco Minas                    | Barranco Minas         | Guainía              | Kolumbien           |
| NBC  |      |                                             | Nabereschnyje Tschelny | Tatarstan            | Russland            |
| NBE  | DTNH | Flughafen Enfidha                           | Enfidha                | Sousse               | Tunesien            |
| NBG  |      | New Orleans (Naval Air Station)             | New Orleans            | Louisiana            | USA                 |
| NBH  |      |                                             | Nambucca Heads         | New South Wales      | Australien          |
| NBJ  |      | Barin Field (Naval Facility)                |                        | Alabama              | USA                 |
| NBL  |      |                                             | San Blas               | Kuna Yala            | Panama              |
| NBN  | FGAB | Flughafen Annobón                           | Annobón                | –                    | Äquatorialguinea    |
| NBO  | HKJK | Flughafen Jomo Kenyatta International       | Nairobi                |                      | Kenia               |
| NBP  |      | Battery Park City/North Cove Sea Plane Base | New York               | New York             | USA                 |
| NBR  |      |                                             | Nambour                | Queensland           | Australien          |
| NBS  | ZYBS | Flughafen Baishan Changbaishan              | Baishan                | Jilin                | Volksrepublik China |
| NBU  |      | Glenview (Naval Air Station)                | Glenview               | Illinois             | USA                 |
| NBV  |      |                                             | Cana Brava             | Minas Gerais         | Brasilien           |
| NBW  |      | Guantanamo Naval Air Station                | Guantanamo Bay         | US-Militärstützpunkt | Kuba                |
| NBX  |      |                                             | Nabire                 | Papua                | Indonesien          |

## NC
| IATA | ICAO | Flughafen                    | Ort                 | Region                     | Land                    |
| ---- | ---- | ---------------------------- | ------------------- | -------------------------- | ----------------------- |
| NCA  |      |                              | North Caicos        |                            | Turks- und Caicosinseln |
| NCE  | LFMN | Flughafen Nizza Côte d’Azur  | Nizza               | Provence-Alpes-Côte d’Azur | Frankreich              |
| NCG  |      |                              | Casas Grandes       |                            | Mexiko                  |
| NCH  |      |                              | Nachingwea          |                            | Tansania                |
| NCI  |      |                              | Necoclí             | Antioquia                  | Kolumbien               |
| NCL  | EGNT | Newcastle Airport            | Newcastle upon Tyne | England                    | Großbritannien          |
| NCN  |      |                              | New Chenega         | Alaska                     | USA                     |
| NCO  |      |                              | North Kingstown     | Rhode Island               | USA                     |
| NCP  |      | Cubi Point Naval Air Station |                     | Luzon                      | Philippinen             |
| NCQ  |      | Atlanta Naval Air Station    | Marietta            | Georgia                    | USA                     |
| NCR  | MNSC | Flughafen San Carlos         | San Carlos          | Río San Juan               | Nicaragua               |
| NCS  |      |                              | Newcastle           | KwaZulu-Natal              | Südafrika               |
| NCT  |      |                              | Nicoya              |                            | Costa Rica              |
| NCU  | UTNN | Flughafen Nukus              | Nukus               | Karakalpakistan            | Usbekistan              |
| NCY  | LFLP | Flughafen Annecy             | Annecy              | Auvergne-Rhône-Alpes       | Frankreich              |

## ND
| IATA | ICAO | Flughafen                             | Ort                  | Region             | Land                         |
| ---- | ---- | ------------------------------------- | -------------------- | ------------------ | ---------------------------- |
| NDA  |      | Bandanaira Airport                    | Banda Neira          | Maluku Utara       | Indonesien                   |
| NDB  | GQPP | Flughafen Nouadhibou                  | Nouadhibou           | Dakhlet Nouadhibou | Mauretanien                  |
| NDC  |      |                                       | Nanded               | Maharashtra        | Indien                       |
| NDE  |      |                                       | Mandera              | North-Eastern      | Kenia                        |
| NDG  |      |                                       | Qiqihar              | Heilongjiang       | China                        |
| NDI  |      |                                       | Namudi               |                    | Papua-Neuguinea              |
| NDJ  | FTTJ | Flughafen N’Djamena                   | N’Djamena            |                    | Tschad                       |
| NDK  | –    | Flugplatz Namorik                     | Namorik              | Namorik            | Marshallinseln               |
| NDL  | FEFN | Flugplatz Ndélé                       | Ndélé                | Bamingui-Bangoran  | Zentralafrikanische Republik |
| NDM  |      |                                       | Mendi                | Oromia             | Äthiopien                    |
| NDN  |      |                                       | Nadunumu             |                    | Papua-Neuguinea              |
| NDO  |      |                                       | La Palma del Contado | Huelva             | Spanien                      |
| NDP  |      | Pensacola (Ellyson Naval Air Station) | Pensacola            | Florida            | USA                          |
| NDR  | GMMW | Flughafen Nador                       | Nador                | Oriental           | Marokko                      |
| NDS  |      |                                       | Sandstone            | Western Australia  | Australien                   |
| NDU  | FYRU | Flughafen Rundu                       | Rundu                |                    | Namibia                      |
| NDV  |      | Washington (Anacostia Navy Heliport)  | Anacostia            | Washington, D.C.   | USA                          |
| NDY  |      |                                       | Sanday               | Orkney             | Großbritannien               |
| NDZ  | ETMN | Fliegerhorst Nordholz                 | Nordholz             | Niedersachsen      | Deutschland                  |

## NE
| IATA | ICAO | Flughafen                                     | Ort          | Region              | Land                |
| ---- | ---- | --------------------------------------------- | ------------ | ------------------- | ------------------- |
| NEA  | KNEA | Brunswick (Glynco Naval Air Station)          | Brunswick    | Georgia             | USA                 |
| NEC  |      |                                               | Necochea     | Buenos Aires        | Argentinien         |
| NEF  | UWUF | Flughafen Neftekamsk                          | Neftekamsk   | Baschkortostan      | Russland            |
| NEG  |      |                                               | Negril       | Westmoreland Parish | Jamaika             |
| NEJ  | HANJ |                                               | Nejo         | Oromia              | Äthiopien           |
| NEK  | HANK |                                               | Nekemte      | Oromia              | Äthiopien           |
| NEL  | KNEL | Maxfield Field                                | Lakehurst    | New Jersey          | USA                 |
| NEN  | KNEN | Whitehouse Naval Field                        | Jacksonville | Florida             | USA                 |
| NER  | UELL |                                               | Nerjungri    | Jakutien            | Russland            |
| NES  |      | New York (Skyports Seaplane Base)             | New York     | New York            | USA                 |
| NEU  |      | Flughafen Sam Neua                            | Sam Neua     | Houaphan            | Laos                |
| NEV  | TKPN | Flughafen Vance Winkworth Amory International | Nevis        | Nevis               | St. Kitts und Nevis |
| NEW  | KNEW | Lakefront Airport                             | New Orleans  | Louisiana           | USA                 |

## NF
| IATA | ICAO | Flughafen                | Ort           | Region                                       | Land     |
| ---- | ---- | ------------------------ | ------------- | -------------------------------------------- | -------- |
| NFG  | USRN | Flughafen Neftejugansk   | Neftejugansk  | Autonomer Kreis der Chanten und Mansen/Jugra | Russland |
| NFL  | KNFL | Naval Air Station Fallon | Fallon        | Nevada                                       | USA      |
| NFO  | NFTO | Flughafen Niuafoʻou      | Niuafoʻou     | Ongo Niua                                    | Tonga    |
| NFR  | HLNR | Flugplatz Nafura         | Nafura-Ölfeld | Wahat                                        | Libyen   |

## NG
| IATA | ICAO | Flughafen                           | Ort            | Region                 | Land                     |
| ---- | ---- | ----------------------------------- | -------------- | ---------------------- | ------------------------ |
| NGA  |      |                                     | Young          | New South Wales        | Australien               |
| NGB  |      |                                     | Ningbo         | Zhejiang               | China                    |
| NGC  |      | Grand Canyon (North Rim)            |                | Arizona                | USA                      |
| NGD  |      |                                     | Anegada        |                        | Britische Jungferninseln |
| NGE  |      |                                     | Ngaoundéré     | Adamaoua               | Kamerun                  |
| NGI  |      |                                     | Gau            |                        | Fidschi                  |
| NGL  |      |                                     | Ngala          |                        | Südafrika                |
| NGM  |      | Agana (Naval Air Station)           | Guam           |                        | USA                      |
| NGN  |      |                                     | Narganá        |                        | Panama                   |
| NGO  | RJGG | Central Japan International Airport | Tokoname       |                        | Japan                    |
| NGP  |      | Corpus Christi (Naval Air Station)  | Corpus Christi | Texas                  | USA                      |
| NGQ  | ZUAL | Flughafen Ngari-Günsa               | Sênggê Zangbo  | Autonomes Gebiet Tibet | Volksrepublik China      |
| NGR  |      |                                     | Ningerum       |                        | Papua-Neuguinea          |
| NGS  | RJFU | Flughafen Nagasaki                  | Nagasaki       |                        | Japan                    |
| NGU  | KNGU | Norfolk (Chambers Field)            | Norfolk        | Virginia               | USA                      |
| NGW  |      | Corpus Christi (Cabaniss Field)     | Corpus Christi | Texas                  | USA                      |
| NGX  |      |                                     | Manang         |                        | Nepal                    |
| NGZ  |      | Alameda (Nimitz Field)              | Alameda        | Kalifornien            | USA                      |

## NH
| IATA | ICAO | Flughafen                        | Ort                 | Region        | Land                         |
| ---- | ---- | -------------------------------- | ------------------- | ------------- | ---------------------------- |
| NHA  |      |                                  | Nha Trang           |               | Vietnam                      |
| NHD  | OMDM | Militärflugplatz Minhad          | Dubai               |               | Vereinigte Arabische Emirate |
| NHF  |      |                                  | Neu Halfa           | Kassala       | Sudan                        |
| NHK  | KNHK | Naval Air Station Patuxent River | Saint Mary’s County | Maryland      | USA                          |
| NHS  |      |                                  | Nushki              | Belutschistan | Pakistan                     |
| NHT  | EGWU | RAF Northolt                     | London              | England       | Großbritannien               |
| NHV  |      |                                  | Nuku Hiva           | Marquesas     | Französisch-Polynesien       |
| NHX  |      | Foley Municipal Airport          | Foley               | Alabama       | USA                          |
| NHZ  |      | Brunswick (Naval Air Station)    | Brunswick           | Maine         | USA                          |

## NI
| IATA | ICAO | Flughafen                   | Ort                       | Region             | Land                         |
| ---- | ---- | --------------------------- | ------------------------- | ------------------ | ---------------------------- |
| NIA  | GLNA | Nimba Airport               | Nimba                     |                    | Liberia                      |
| NIB  |      | Nikolai Airport             | Nikolai                   | Alaska             | USA                          |
| NIC  | LCNC | Flughafen Nikosia           | Nikosia                   |                    | Zypern                       |
| NIF  |      |                             | Nifty                     | Western Australia  | Australien                   |
| NIG  | NGNU | Flugplatz Nikunau           | Nikunau                   | Gilbertinseln      | Kiribati                     |
| NIK  | GOTN | Flugplatz Niokolo-Koba      | Nationalpark Niokolo-Koba |                    | Senegal                      |
| NIM  | DRRN | Flughafen Niamey            | Niamey                    |                    | Niger                        |
| NIO  |      |                             | Nioki                     |                    | Demokratische Republik Kongo |
| NIP  |      | Jacksonville (Towers Field) | Jacksonville              | Florida            | USA                          |
| NIR  |      | Beeville (Chase Field)      | Beeville                  | Texas              | USA                          |
| NIS  |      |                             | Simberi                   |                    | Papua-Neuguinea              |
| NIT  |      |                             | Niort                     | Nouvelle-Aquitaine | Frankreich                   |
| NIX  | GANR | Aéroport de Nioro           | Nioro                     | Region Kayes       | Mali                         |

## NJ
| IATA | ICAO | Flughafen                    | Ort             | Region                                       | Land     |
| ---- | ---- | ---------------------------- | --------------- | -------------------------------------------- | -------- |
| NJA  |      |                              | Atsugi          |                                              | Japan    |
| NJC  | USNN | Flughafen Nischnewartowsk    | Nischnewartowsk | Autonomer Kreis der Chanten und Mansen/Jugra | Russland |
| NJF  | ORNI | Flughafen Nadschaf           | Nadschaf        | Nadschaf                                     | Irak     |
| NJK  |      | El Centro Naval Air Facility | El Centro       | Kalifornien                                  | USA      |

## NK
| IATA | ICAO | Flughafen                        | Ort         | Region            | Land                         |
| ---- | ---- | -------------------------------- | ----------- | ----------------- | ---------------------------- |
| NKA  |      | Flugplatz Nkan                   | Nkan        | Estuaire          | Gabun                        |
| NKB  |      |                                  | Noonkanbah  | Western Australia | Australien                   |
| NKC  | GQNN | Flughafen Nouakchott-Oumtounsy   | Nouakchott  | Trarza            | Mauretanien                  |
| NKD  |      | Flugplatz Sinak                  | Sinak       | Papua             | Indonesien                   |
| NKG  | ZSNJ | Flughafen Nanjing-Lukou          | Nanjing     | Jiangsu           | Volksrepublik China          |
| NKI  |      |                                  | Naukati Bay | Alaska            | USA                          |
| NKL  | FZAR |                                  | Kolo Fuma   | Kongo Central     | Demokratische Republik Kongo |
| NKM  | RJNA | Flughafen Nagoya                 | Nagoya      | Aichi             | Japan                        |
| NKN  |      |                                  | Nankina     |                   | Papua-Neuguinea              |
| NKO  |      |                                  | Ankokoambo  |                   | Madagaskar                   |
| NKS  |      |                                  | Nkongsamba  | Littoral          | Kamerun                      |
| NKT  | LTCV | Flughafen Şırnak-Şerafettin Elçi | Cizre       | Şırnak            | Türkei                       |
| NKU  |      |                                  | Nkau        | Mohale’s Hoek     | Lesotho                      |
| NKX  | KNKX | Marine Corps Air Station Miramar | San Diego   | Kalifornien       | USA                          |
| NKY  |      |                                  | Nkayi       | Bouenza           | Republik Kongo               |

## NL
| IATA | ICAO | Flughafen                                                     | Ort            | Region                    | Land                         |
| ---- | ---- | ------------------------------------------------------------- | -------------- | ------------------------- | ---------------------------- |
| NLA  | FLND | Flughafen Ndola                                               | Ndola          | Copperbelt                | Sambia                       |
| NLC  |      | Naval Air Station Lemoore (Reeves Field)                      | Lemoore        | Kalifornien               | USA                          |
| NLD  | MMNL | Flughafen Nuevo Laredo                                        | Nuevo Laredo   | Tamaulipas                | Mexiko                       |
| NLE  |      | Jerry Tyler Memorial Airport                                  | Niles          | Michigan                  | USA                          |
| NLF  | YDNI | Darnley Island Airport                                        | Darnley Island | Queensland                | Australien                   |
| NLG  | PAOU | Flugplatz Nelson Lagoon                                       | Nelson Lagoon  | Alaska                    | USA                          |
| NLK  | YSNF | Norfolk Island International Airport                          | Norfolkinsel   | Australische Außengebiete | Australien                   |
| NLL  | YNUL |                                                               | Nullagine      | Western Australia         | Australien                   |
| NLO  | FZAB | Flughafen N’Dolo                                              | Kinshasa       | Kinshasa                  | Demokratische Republik Kongo |
| NLP  | FANS |                                                               | Nelspruit      | Mpumalanga                | Südafrika                    |
| NLS  |      |                                                               | Nicholson      | Western Australia         | Australien                   |
| NLU  | MMSM | Aeropuerto Internacional General Felipe Ángeles (Santa Lucía) | Mexiko-Stadt   | Mexiko-Stadt              | Mexiko                       |
| NLV  | UKON | Flughafen Mykolajiw                                           | Mykolajiw      | Oblast Mykolajiw          | Ukraine                      |

## NM
| IATA | ICAO | Flughafen               | Ort         | Region                                   | Land           |
| ---- | ---- | ----------------------- | ----------- | ---------------------------------------- | -------------- |
| NMA  |      | Flughafen Namangan      | Namangan    | Namangan                                 | Usbekistan     |
| NMB  |      |                         | Daman       | Dadra und Nagar Haveli und Daman und Diu | Indien         |
| NME  |      | Nightmute Airport       | Nightmute   | Alaska                                   | USA            |
| NMG  |      |                         | San Miguel  | Provinz Panamá                           | Panama         |
| NMM  |      | Meridian (McCain Field) | Meridian    | Mississippi                              | USA            |
| NMP  |      |                         | New Moon    | Queensland                               | Australien     |
| NMR  |      |                         | Nappa Merry | Queensland                               | Australien     |
| NMS  |      |                         | Namsang     | Shan-Staat                               | Myanmar        |
| NMT  |      |                         | Namtu       | Shan-Staat                               | Myanmar        |
| NMU  |      |                         | Namu        |                                          | Marshallinseln |

## NN
| IATA | ICAO | Flughafen                  | Ort        | Region                     | Land            |
| ---- | ---- | -------------------------- | ---------- | -------------------------- | --------------- |
| NNA  |      |                            | Kénitra    | Rabat-Salé-Kénitra         | Marokko         |
| NNB  |      | Santa Ana Seaplane Base    | Santa Ana  |                            | Salomonen       |
| NND  |      |                            | Nangade    |                            | Mosambik        |
| NNG  | ZGNN | Flughafen Nanning Wuxu     | Nanning    | Guangxi                    | China           |
| NNI  |      |                            | Namutoni   | Oshikoto                   | Namibia         |
| NNK  | –    | Flugplatz Naknek           | Naknek     | Alaska                     | USA             |
| NNL  |      | Nondalton Airport          | Nondalton  | Alaska                     | USA             |
| NNM  | ULAM | Flughafen Narjan-Mar       | Narjan-Mar | Autonomer Kreis der Nenzen | Russland        |
| NNN  | UKKT | Flugplatz Swjatoschyn      | Kiew       | Oblast Kiew                | Ukraine         |
| NNR  |      | Connemara Regional Airport | Inverin    | County Galway              | Republik Irland |
| NNT  | VTCN | Flughafen Nan              | Nan        | Nordthailand               | Thailand        |
| NNU  |      |                            | Nanuque    | Minas Gerais               | Brasilien       |
| NNX  |      |                            | Nunukan    | Kalimantan Utara           | Indonesien      |
| NNY  |      |                            | Nanyang    | Henan                      | China           |

## NO
| IATA | ICAO | Flughafen                  | Ort            | Region                           | Land            |
| ---- | ---- | -------------------------- | -------------- | -------------------------------- | --------------- |
| NOA  |      |                            | Nowra          | New South Wales                  | Australien      |
| NOB  |      |                            | Nosara         | Guanacaste                       | Costa Rica      |
| NOC  | EIKN | Flughafen Knock            | Knock          | County Mayo                      | Republik Irland |
| NOD  | EDWS | Flugplatz Norden-Norddeich | Norden         | Niedersachsen                    | Deutschland     |
| NOE  |      |                            | Norddeich      | Niedersachsen                    | Deutschland     |
| NOG  | MMMG | Flughafen Nogales          | Nogales        | Sonora                           | Mexiko          |
| NOH  |      | Naval Air Station          | Chicago        | Illinois                         | USA             |
| NOI  |      |                            | Noworossijsk   | Krasnodar                        | Russland        |
| NOJ  | USRO |                            | Nojabrsk       | Autonomer Kreis der Jamal-Nenzen | Russland        |
| NOK  |      |                            | Nova Xavantina | Mato Grosso                      | Brasilien       |
| NOM  | AYNR |                            | Nomad River    |                                  | Papua-Neuguinea |
| NON  | NGTO | Flugplatz Nonouti          | Nonouti        | Gilbertinseln                    | Kiribati        |
| NOO  |      |                            | Naoro          |                                  | Papua-Neuguinea |
| NOP  |      |                            | Lapu-Lapu      | Cebu                             | Philippinen     |
| NOR  | BINF | Flugplatz Norðfjörður      | Neskaupstaður  | Austurland                       | Island          |
| NOS  |      |                            | Nosy Be        | Antsiranana                      | Madagaskar      |
| NOT  |      | Novato (Gnoss Field)       | Novato         | Kalifornien                      | USA             |
| NOU  | NWWW | Flughafen La Tontouta      | Nouméa         |                                  | Neukaledonien   |
| NOV  | FNHU |                            | Huambo         | Huambo                           | Angola          |
| NOZ  | UNWW | Flughafen Nowokusnezk      | Nowokusnezk    | Kemerowo                         | Russland        |

## NP
| IATA | ICAO | Flughafen                    | Ort                | Region                      | Land            |
| ---- | ---- | ---------------------------- | ------------------ | --------------------------- | --------------- |
| NPA  | KNPA | Naval Air Station Pensacola  | Pensacola          | Florida                     | USA             |
| NPE  | NZNR | Hawke’s Bay Airport          | Napier             | Hawke’s Bay                 | Neuseeland      |
| NPG  | –    | Flugplatz Nipa               | Nipa               | Southern Highlands Province | Papua-Neuguinea |
| NPH  | –    | Nephi Municipal Airport      | Nephi              | Utah                        | USA             |
| NPL  | NZNP | Flughafen New Plymouth       | New Plymouth       | Taranaki                    | Neuseeland      |
| NPO  | WIOG | Flugplatz Nangapinoh         | Nangapinoh         | Kalimantan Barat            | Indonesien      |
| NPP  | YNPB | Flugplatz Napperby           | Napperby           | Northern Territory          | Australien      |
| NPR  | SJNP | Flugplatz Novo Progresso     | Novo Progresso     | Pará                        | Brasilien       |
| NPT  | KUUU | Newport State Airport        | Newport            | Rhode Island                | USA             |
| NPU  | –    | Flughafen San Pedro de Urabá | San Pedro de Urabá | Antioquia                   | Kolumbien       |
| NPY  | HTMP | Flughafen Mpanda             | Mpanda             | Katavi                      | Tansania        |

## NQ
| IATA | ICAO | Flughafen                                      | Ort         | Region    | Land                   |
| ---- | ---- | ---------------------------------------------- | ----------- | --------- | ---------------------- |
| NQA  | KNQA | Millington-Memphis Airport                     | Millington  | Tennessee | USA                    |
| NQI  | KNQI | Naval Air Station Kingsville                   | Kingsville  | Texas     | USA                    |
| NQL  | SWNQ | Flugplatz Niquelândia                          | Niquelândia | Goiás     | Brasilien              |
| NQN  | SAZN | Flughafen Neuquén                              | Neuquén     | Neuquén   | Argentinien            |
| NQT  | EGBN | Flughafen Nottingham                           | Nottingham  | England   | Vereinigtes Königreich |
| NQU  | SKNQ | Flughafen Reyes Murillo                        | Nuquí       | Chocó     | Kolumbien              |
| NQX  | KNQX | Naval Air Station Key West                     | Key West    | Florida   | USA                    |
| NQY  | EGHQ | Newquay Cornwall Airport                       | Newquay     | Cornwall  | Großbritannien         |
| NQZ  | UACC | Internationaler Flughafen Nursultan Nasarbajew | Astana      | –         | Kasachstan             |

## NR
| IATA | ICAO | Flughafen                             | Ort             | Region                              | Land           |
| ---- | ---- | ------------------------------------- | --------------- | ----------------------------------- | -------------- |
| NRA  |      |                                       | Narrandera      | New South Wales                     | Australien     |
| NRB  |      | Mayport (Naval Air Station)           | Mayport         | Florida                             | USA            |
| NRC  |      |                                       | Crow’s Landing  | Kalifornien                         | USA            |
| NRD  | EDWY | Flugplatz Norderney                   | Norderney       | Niedersachsen                       | Deutschland    |
| NRE  |      |                                       | Namrole         | Buru                                | Indonesien     |
| NRG  |      |                                       | Narrogin        | Western Australia                   | Australien     |
| NRI  |      |                                       | Afton           | Oklahoma                            | USA            |
| NRK  | ESSP | Flughafen Norrköping                  | Norrköping      | Östergötlands län                   | Schweden       |
| NRL  |      |                                       | North Ronaldsay | Schottland                          | Großbritannien |
| NRM  |      |                                       | Nara            | Koulikoro                           | Mali           |
| NRN  | EDLV | Airport Weeze                         | Weeze           | Nordrhein-Westfalen                 | Deutschland    |
| NRR  |      | Roosevelt Roads (Ofstie Field)        | Roosevelt Roads | Puerto Rico                         | USA            |
| NRS  |      | Imperial Beach (Naval Outlying Field) | Imperial Beach  | Kalifornien                         | USA            |
| NRT  | RJAA | Flughafen Tokio-Narita                | Tokio           | –                                   | Japan          |
| NRV  |      | Guam (U.S. Coast Guard)               | Guam            | Außengebiet der Vereinigten Staaten | USA            |
| NRY  |      |                                       | Newry           | Northern Territory                  | Australien     |

## NS
| IATA | ICAO | Flughafen                                | Ort                 | Region              | Land                     |
| ---- | ---- | ---------------------------------------- | ------------------- | ------------------- | ------------------------ |
| NSA  |      |                                          | Noosa               | Queensland          | Australien               |
| NSB  |      | Bimini (North Seaplane Base)             | Bimini              |                     | Bahamas                  |
| NSE  |      | Milton (Whiting Field)                   | Milton              | Florida             | USA                      |
| NSF  |      | Camp Springs (Andrews AFB)               | Camp Springs        | Maryland            | USA                      |
| NSH  |      |                                          | Nouschahr           | Māzandarān          | Iran                     |
| NSI  | FKYS | Flughafen Yaoundé Nsimalen International | Yaoundé             | Centre              | Kamerun                  |
| NSK  | UOOO | Flughafen Norilsk                        | Norilsk             | Region Krasnojarsk  | Russland                 |
| NSM  |      |                                          | Norseman            | Western Australia   | Australien               |
| NSN  | NZNS | Flughafen Nelson                         | Nelson              |                     | Neuseeland               |
| NSO  |      |                                          | Scone               | New South Wales     | Australien               |
| NSP  |      |                                          | Sangley Point       |                     | Philippinen              |
| NST  | VTSF | Flughafen Nakhon Si Thammarat            | Nakhon Si Thammarat | Nakhon Si Thammarat | Thailand                 |
| NSV  |      |                                          | Noosaville          | Queensland          | Australien               |
| NSX  |      | Virgin Gorda (Naval Station)             | Virgin Gorda        |                     | Britische Jungferninseln |
| NSY  | LICZ | Militärflugplatz Sigonella               | Sigonella           | Sizilien            | Italien                  |

## NT
| IATA | ICAO | Flughafen                        | Ort                  | Region             | Land       |
| ---- | ---- | -------------------------------- | -------------------- | ------------------ | ---------- |
| NTA  |      |                                  | Natadola             |                    | Fidschi    |
| NTB  |      |                                  | Notodden             | Telemark           | Norwegen   |
| NTD  | KNTD | Naval Air Station Point Mugu     | Point Mogu           | Kalifornien        | USA        |
| NTE  | LFRS | Flughafen Nantes                 | Nantes               | Pays de la Loire   | Frankreich |
| NTG  |      |                                  | Nantong              | Jiangsu            | China      |
| NTI  |      | Flugplatz Bintuni                | Bintuni              | Papua Barat        | Indonesien |
| NTJ  |      | Manti-Ephraim Airport            | Manti                | Utah               | USA        |
| NTL  |      | Newcastle (Williamtown Airport)  | Newcastle            | New South Wales    | Australien |
| NTM  |      |                                  | Miracema do Norte    | Goiás              | Brasilien  |
| NTN  |      |                                  | Normanton            | Queensland         | Australien |
| NTO  |      |                                  | Santo Antão          |                    | Kap Verde  |
| NTQ  | RJNW | Flughafen Noto                   | Wajima               | Präfektur Ishikawa | Japan      |
| NTR  |      | Monterrey (Aeropuerto del Norte) | Monterrey            | Nuevo León         | Mexiko     |
| NTT  | NFTP | Mataʻaho Airport                 | Niuatoputapu         | Ongo Niua          | Tonga      |
| NTU  | KNTU | Naval Air Station Oceana         | Virginia Beach       | Virginia           | USA        |
| NTX  |      |                                  | Natuna Ranai         |                    | Indonesien |
| NTY  |      |                                  | Pilanesberg/Sun City | Nordwest           | Südafrika  |

## NU
| IATA | ICAO | Flughafen                           | Ort           | Region                           | Land                   |
| ---- | ---- | ----------------------------------- | ------------- | -------------------------------- | ---------------------- |
| NUA  | –    | Gregory Lake Seaplane Base          | Nuwara Eliya  | Zentralprovinz                   | Sri Lanka              |
| NUB  | YNUM | Flugplatz Numbulwar                 | Numbulwar     | Northern Territory               | Australien             |
| NUD  | HSNH | Flugplatz an-Nahud                  | an-Nahud      | Gharb Kurdufan                   | Sudan                  |
| NUE  | EDDN | Flughafen Nürnberg                  | Nürnberg      | Bayern                           | Deutschland            |
| NUF  | –    | Castlereigh Reservoir Seaplane Base | Hatton        | Zentralprovinz                   | Sri Lanka              |
| NUG  | –    | Flugplatz Nuguria                   | Nuguria       | Bougainville                     | Papua-Neuguinea        |
| NUH  | –    | Flugplatz Nunchía                   | Nunchía       | Casanare                         | Kolumbien              |
| NUI  | PAQT | Flugplatz Nuiqsut                   | Nuiqsut       | Alaska                           | USA                    |
| NUJ  | OIHS | Militärflugplatz Hamadan            | Hamadan       | Hamadan                          | Iran                   |
| NUK  | NTGW | Flugplatz Nukutavake                | Nukutavake    | Tuamotu-Archipel                 | Französisch-Polynesien |
| NUL  | PANU | Nulato Airport                      | Nulato        | Alaska                           | USA                    |
| NUM  | OENN | Flughafen Neom                      | Neom          | Tabuk                            | Saudi-Arabien          |
| NUN  | KNUN | Saufley Field                       | Pensacola     | Florida                          | USA                    |
| NUP  | PPIT | Nunapitchuk Airport                 | Nunapitchuk   | Alaska                           | USA                    |
| NUQ  | KNUQ | Moffett Federal Airfield            | Mountain View | Kalifornien                      | USA                    |
| NUR  | –    | Nullarbor Motel Airport             | The Nullarbor | South Australia                  | Australien             |
| NUS  | NVSP | Flugplatz Norsup                    | Norsup        | Malampa                          | Vanuatu                |
| NUT  | –    | Flugplatz Nutuve                    | Nutuve        | East New Britain                 | Papua-Neuguinea        |
| NUU  | HKNK | Nakuru Airport                      | Nakuru        | Nakuru                           | Kenia                  |
| NUW  | KNUW | Naval Air Station Whidbey Island    | Oak Harbor    | Washington                       | USA                    |
| NUX  | USMU | Flughafen Nowy Urengoi              | Nowy Urengoi  | Autonomer Kreis der Jamal-Nenzen | Russland               |

## NV
| IATA | ICAO | Flughafen                | Ort           | Region                                 | Land       |
| ---- | ---- | ------------------------ | ------------- | -------------------------------------- | ---------- |
| NVA  |      | Aeropuerto Benito Salas  | Neiva         | Huila                                  | Kolumbien  |
| NVD  |      | Nevada Municipal Airport | Nevada        | Missouri                               | USA        |
| NVG  |      |                          | Nueva Guinea  | Región Autónoma de la Costa Caribe Sur | Nicaragua  |
| NVI  | UTSA | Flughafen Navoiy         | Navoiy        | Navoiy                                 | Usbekistan |
| NVK  | ENNK | Flughafen Narvik-Framnes | Narvik        | Nordland                               | Norwegen   |
| NVP  |      |                          | Novo Aripuanã | Amazonas (Brasilien)                   | Brasilien  |
| NVR  |      | Flughafen Nowgorod       | Nowgorod      | Oblast Nowgorod                        | Russland   |
| NVS  |      |                          | Nevers        | Bourgogne-Franche-Comté                | Frankreich |
| NVT  | SBNF | Flughafen Navegantes     | Navegantes    | Santa Catarina                         | Brasilien  |
| NVY  |      |                          | Neyveli       | Tamil Nadu                             | Indien     |

## NW
| IATA | ICAO | Flughafen                        | Ort      | Region                   | Land            |
| ---- | ---- | -------------------------------- | -------- | ------------------------ | --------------- |
| NWA  | FMCI | Flughafen Mohéli Bandar Es Eslam | Fomboni  | Mohéli                   | Komoren         |
| NWH  |      | Newport (Parlin Field)           | Newport  | New Hampshire            | USA             |
| NWI  | EGSH | Norwich International Airport    | Norwich  | England                  | Großbritannien  |
| NWP  |      | Argentia (Naval Air Station)     | Argentia | Neufundland und Labrador | Kanada          |
| NWS  |      | Pier 11-Wall St Sea Plane Base   | New York | New York                 | USA             |
| NWT  |      |                                  | Nowata   |                          | Papua-Neuguinea |
| NWU  |      | Bermuda (Naval Air Station)      |          | Grand Bermuda            | Bermuda         |

## NX
| IATA | ICAO | Flughafen                        | Ort          | Region       | Land |
| ---- | ---- | -------------------------------- | ------------ | ------------ | ---- |
| NXX  |      | Willow Grove (Naval Air Station) | Willow Grove | Pennsylvania | USA  |

## NY
| IATA | ICAO | Flughafen                                                 | Ort      | Region                           | Land       |
| ---- | ---- | --------------------------------------------------------- | -------- | -------------------------------- | ---------- |
| NYC  | n/a  | New York-Metropolitan Area (EWR, HPN, ISP, JFK, LGA, SWF) | New York | New York                         | USA        |
| NYE  |      |                                                           | Nyeri    | Central                          | Kenia      |
| NYG  |      | Quantico (Turner Field)                                   | Quantico | Virginia                         | USA        |
| NYI  |      |                                                           | Sunyani  | Brong Ahafo                      | Ghana      |
| NYK  |      |                                                           | Nanyuki  | Laikipia                         | Kenia      |
| NYL  |      | Yuma (Marine Corps Air Station)                           | Yuma     | Arizona                          | USA        |
| NYM  | USMM | Flughafen Nadym                                           | Nadym    | Autonomer Kreis der Jamal-Nenzen | Russland   |
| NYN  |      |                                                           | Nyngan   | New South Wales                  | Australien |
| NYO  | ESKN | Flughafen Stockholm-Skavsta                               | Nyköping | Södermanland                     | Schweden   |
| NYU  |      |                                                           | Nyaung U | Mandalay                         | Myanmar    |

## NZ
| IATA | ICAO | Flughafen                   | Ort            | Region             | Land   |
| ---- | ---- | --------------------------- | -------------- | ------------------ | ------ |
| NZC  | SPZA | Flughafen Nazca             | Nazca          | Ica                | Peru   |
| NZE  | GUNZ | Flugplatz Nzérékoré         | Nzérékoré      | Nzérékoré          | Guinea |
| NZH  |      |                             | Manjur         | Innere Mongolei    | China  |
| NZO  |      | Nzoia Airport               |                | Trans-Nzoia County | Kenia  |
| NZW  |      | South Weymouth (Shea Field) | South Weymouth | Massachusetts      | USA    |
| NZY  |      | San Diego (Halsey Field)    | San Diego      | Kalifornien        | USA    |